# Henry C. Hansbrough
Henry C. Hansbrough (Prairie du Rocher, 1848. január 30. – Washington, 1933. november 16.) az Amerikai Egyesült Államok szenátora (Észak-Dakota, 1891–1909).